# Саботаж (фільм)
«Саботаж» (англ. Sabotage, інша назва — англ. I Married a Murderer) — англійський детективний трилер режисера Альфреда Гічкока 1936 року. Фільм знятий за мотивами роману Джозефа Конрада «Секретний агент» (1907).

## Сюжет
Саботажник Карл Верлок, ховаючись під маскою власника кінотеатру, проводить серію диверсій у Лондоні. Відчувши, що перебуває під наглядом детектива Теда Спенсера, він просить хлопчика Стіві, молодшого брата його дружини, доставити на інший кінець міста згорток. Це бомба з годинниковим механізмом…

## У ролях
- Сільвія Сідні — місіс Верлок
- Оскар Гомолка — Карл Верлок
- Десмонд Тестер — Стіві
- Джон Лоудер — Тед Спенсер
- Джойс Барбур — Рене
- Меттью Боултон — суперінтендант Толбот
- С. Дж. Вормінгтон — Голлінґсгед
- Вільям Д'югерст — професор
- Остін Тревор — Владімір
- Торін Тетчер — спільник

## Цікаві факти
- Фільм знімався в павільйонах студії Lime Grove.
- Попередній фільм Гічкока називався «Секретний агент», тому, щоб не виникло плутанини, наступний фільм, знятий за романом Конрада з тією ж назвою, був названий «Саботаж». Проте у 1942 році Гічкок зняв фільм «Саботажник» (англ. «Saboteur»), і плутанина все-таки виникла.
- Камео Альфреда Хічкока — проходить мимо кінотеатру «Bijou».
- У кількох країнах «Саботаж» був заборонений до показу, бо вважали, що він може бути підказкою для терористів.
- В американському прокаті фільм показувався під назвою «Самотня жінка» (англ. A Woman Alone).
- Роль Теда Спенсера, якого зіграв Джон Лоудер, Гічкок спочатку пропонував Роберту Донату, але через напади бронхіальної астми той не зміг взяти участь у зйомках фільму.